# Petter Swartz
Petter Swartz, född 7 maj 1726 i  Svartsången, Kroppa socken, död 14 februari 1789 i Norrköping, var en svensk snusfabrikör.
Petter Swartz var son till bergsmannen Olof Persson. Han anställdes 1745 som husdräng i Jean Cres' kramhandel i Stockholm. Han flyttade 1751 till Norrköping där han fick plats som bokhållare vid sockerbruket Gripen. Redan under de första åren i Norrköping drev Swartz samtidigt handel för egen räkning. 1753 erhöll han privilegium att driva en snusfabrik, för vilken han 1757 inköpte en fastighet. Petter Swartz' bror Olof Swartz, som utbildat sig till sigillgravör i Stockholm, kom 1753 till Norrköping, där han blev Petters kompanjon i det nya, snart mycket framgångsrika företaget. 1761 inköpte bröderna det före detta bergklintska området Knäppingsborg i Norrköping, där de efter två år drev dels en snuskvarn, dels en mjölkvarn. När Olof Swartz avled 1768, köpte Petter dennes andel i företaget och drev det i eget namn. Båda kvarnarnas produktion såldes i öppen bod dels i Norrköping dels i Swartz' egna butiker i Stockholm, Linköping med flera städer. Vid sidan av företagsverksamhet var Petter Swartz även samhälleligt intresserad. 1773 blev han talman för borgerskapets äldste i Norrköping. Petter Swartz och hans hustru fångades av de nya pedagogiska idéer som med pietismen fått spridning i Sverige.
Swartz grundade år 1772 Swartziska friskolan i Norrköping, vilken bedrev undervisning i bland annat träslöjd och bokföring. 
Han var farbror till botanisten och taxonomen Olof Swartz. Petter Swartz är begravd på Matteus kyrkogård i Norrköping.